# Oldonyosambu (Arusha)
Oldonyosambu (auch Oldonyo Sambu) ist ein Verwaltungsbezirk (Ward) des Distrikts Arusha DC in der tansanischen Region Arusha.

## Geografie
Oldonyosambu liegt im Norden von Tansania, etwa 25 Kilometer nördlich der Regionshauptstadt Arusha am nordwestlichen Abhang des Mount Meru. Der Norden des Bezirks liegt auf rund 1500 Meter Seehöhe, nach Südosten steigt das Land bis zum Waldgürtel des Mount Meru auf 2000 Meter an. Der Bezirk hat eine Fläche von 82 Quadratkilometern. Bei der Volkszählung 2022 lebten hier 13.003 Menschen in 3022 Haushalten.

## Gliederung
Der Bezirk besteht aus drei Gemeinden (Mtaa) mit neun Orten (Kitongoji):
| Oldonyosambu - Madukani - Oldonyo-Sambu - Marurani | Lemong'o - Lemong'o Juu - Ngivilat - Lemunge | Lemanda - Lemanda - Zahanati - Enjock |

## Wirtschaft und Infrastruktur
Im Bezirk gibt es eine private Apotheke, die auch kleine chirurgische Eingriffe vornimmt.
Die Oldonyosambu Secondary School ist eine staatliche Tagesschule mit Internat, die Jugendliche bis zur 4. Stufe ausbildet.